# Cratere Deloria
Deloria  è un cratere sulla superficie di Venere. Deve il suo nome ad Ella Cara Deloria, antropologa statunitense di etnia lakota.